# Hymn to the Immortal Wind
Hymn to the Immortal Wind — пятый студийный альбом японской инструментальной рок-группы Mono, выпущенный 24 марта 2009 года на лейбле Temporary Residence Limited. Альбом был записан и смикширован в июне и ноябре 2008 года в Electrical Audio студии звукозаписи в Чикаго, Иллинойс, под руководством Стива Альбини. Для продвижения альбома был выпущен клип на песню «Follow the Map». Это концептуальный альбом, и к CD прилагается короткая история, сопровождающая музыку.

## История
Японцы Mono всегда были музыкально кинематографической группой, уделяющей внимание потоку, динамике и текстурам. С тех пор как они начали записываться в 2001 году, они претерпели виртуальную трансформацию, превратившись из максималистов инструментального рока в более разнообразное, пышное, оркестровое звучание, которое фокусируется на пространстве в той же степени, что и на реальном звуке. Hymn to the Immortal Wind следует за альбомом 2006 года You Are There и Palmless Prayer/Mass Murder (совместная работа с Кацусико Маэдой из World’s End Girlfriend) спустя три года. Эти ранние записи имеют значительные звуковые различия: You Are There — более формальная рок-ориентированная запись, в то время как Palmless Prayer/Mass Murder, дополненная струнной секцией, предлагает более тонкий и мелодичный аспект подхода квартета. На записи Hymn to the Immortal Wind лидер и композитор группы Такаакира «Така» Гото настоял на том, чтобы группа играла в студии вживую, вместе со струнной секцией из 25 человек с флейтистом, под руководством Пола фон Мертенса и Дэйва Макса Кроуфорда.

## Отзывы
| Совокупная оценка | Совокупная оценка |
| Источник          | Оценка            |
| ----------------- | ----------------- |
| Metacritic        | 75/100            |
| Оценки критиков   |                   |
| Источник          | Оценка            |
| AllMusic          | [ 1 ]             |
| Alternative Press | [ 3 ]             |
| Kerrang!          | 4/5               |
| NME               | 8/10              |
| Pitchfork         | 7.0/10            |
| PopMatters        | 7/10              |
| Spin              | 5/10              |

Альбом получил положительные отзывы критиков: AllMusic, Alternative Press, Kerrang!, NME, Pitchfork, PopMatters.
Том Джурек из AllMusic поставил оценку 4,5 из 5 звёзд и сказал: «Спродюсированный и спроектированный Стивом Альбини, который продемонстрировал свой обычный талант расставлять микрофоны по всему помещению и отлично фиксировать происходящее, этот сет является самым разнообразным, авантюрным и абсолютно музыкальным предложением Mono. „Burial at Sea“ начинается с медленного гула органа Hammond B-3, к которому вскоре присоединяются две разные электрогитары, одна из которых играет однострунную тему, а другая — простую, но прекрасную мелодию. Бас вступает медленно и осторожно, по мере того как разворачивается красота лирической строки. Цимбалы, струнные и даже глокеншпиль целуют эту мелодию, когда её напряжение начинает нарастать и превращается в дирг; литавры отмечают время, создавая полное ощущение траурности. Если бы это действительно были проводы, в доме не осталось бы ни одного сухого глаза. За десять с половиной минут трек превращается в пышную сюиту, где струнные иногда сражаются с обычными рок-инструментами за доминирование, а иногда предоставлены сами себе. В других местах, например, в „Pure as Snow (Trails of the Winter Storm)“, мерцающие гитарные линии пересекаются, чередуясь между струнными аккордами и замирающими свинцовыми линиями, которые подчёркиваются ударными и литаврами. Пьеса развивается по мере того, как большие пространства, открытые Така и струнными, создают альтернативные, а не встречные мелодии, и каким-то образом объединяются в силу красоты, которая является абсолютно кинематографической по своему масштабу. Конечно, в альбоме есть много „стены рока“ (проверьте, есть ли она во всех длинных мелодиях); это неотъемлемая часть интенсивного, красивого, экспансивного, но не противоречивого опыта, которым является Mono. Hymn to the Immortal Wind — это окончательное заявление группы, которая заявила о своей звуковой идентичности, не обязанной влиянию. Если и существует такое понятие, как „пост-рок“, то это действительно он».

## Список композиций
Вся музыка написана Mono.
| №                   | Название                                    | Длительность |
| ------------------- | ------------------------------------------- | ------------ |
| 1.                  | «Ashes in the Snow»                         | 11:46        |
| 2.                  | «Burial at Sea»                             | 10:39        |
| 3.                  | «Silent Flight, Sleeping Dawn»              | 6:00         |
| 4.                  | «Pure as Snow (Trails of the Winter Storm)» | 11:26        |
| 5.                  | «Follow the Map»                            | 3:56         |
| 6.                  | «The Battle to Heaven»                      | 12:51        |
| 7.                  | «Everlasting Light»                         | 10:23        |
| Общая длительность: | Общая длительность:                         | 67:01        |

## Участники записи
Mono
- Такаакира «Така» Гото — электрогитара
- Тамаки Куниши — бас-гитара, фортепиано, клавесин, глокеншпиль
- Ясунори Такада — барабаны, тимпаны, цимбалы, глокеншпиль
- Yoda — электрогитары, орган Hammond B3

Производство
- Стив Альбини — запись, инжиниринг, сведение
- Джон Голден — мастеринг

Оркестр
- Марк Андерсон, виолончель
- Меллиса Бах, виолончель
- Эйлле Баккум, альт
- Ингер Петерсен Карле, скрипка
- Элисон Чесли, виолончель
- Дэйв Макс Кроуфорд, дирижер
- Дженнифер Клипперт, флейта
- Венди Коттон, виолончель
- Маргарет Дейли, виолончель
- Майкл Дагган, виолончель
- Кэтрин Хьюз, виолончель
- Джил Кадинг, виолончель
- Кэрол Калвонджян, скрипка
- Кармен Ллоп Кассинджер, скрипка
- Кент Кесслер, контрабас
- Андра Куланс, скрипка, альт
- Джоди Ливо, скрипка
- Эллен О’Хайер, виолончель
- Ванния Филлипс, альт
- Джон Сагос, альт
- Мэри Столпер, флейта
- Бен Ведж, альт
- Стив Винклер, скрипка
- Сьюзан Воэльц, скрипка
- Пол фон Мертенс, дирижер
- Джефф Янг, скрипка
- Ричард Йео, виолончель
- Чие Йошинака, скрипка